# 25717 Ritikmal
25717 Ritikmal este un asteroid din centura principală de asteroizi.

## Descriere
25717 Ritikmal este un asteroid din centura principală de asteroizi. A fost descoperit pe 7 ianuarie 2000 la Socorro, New Mexico, în cadrul proiectului LINEAR. Asteroidul prezintă o orbită caracterizată de o semiaxă mare de 2,27 ua, o excentricitate de 0,08 și o înclinație de 7,6° în raport cu ecliptica.